# Rubin z Kairu
Rubin z Kairu (ang. Ruby Cairo) – amerykański thriller z 1992 roku w reżyserii Graeme’a Clifforda.

## Fabuła
Po śmierci pilota Johna Faro (Viggo Mortensen) w katastrofie lotniczej w Veracruz, jego żona Bessie (Andie MacDowell) odkrywa, że należąca do męża kolekcja kart z graczami w baseball zawiera zaszyfrowane informacje o rachunkach bankowych. Wyrusza ich tropem (m.in. do Meksyku, Panamy, NRD, Grecji i Egiptu), aby zdobyć pieniądze na utrzymanie dzieci oraz odkryć tajemnicę męża. W podróży towarzyszy jej działacz charytatywnej organizacji Nakarmić świat Fergus Lamb (Liam Neeson).

## Obsada
- Liam Neeson – Fergus Lamb
- Andie MacDowell – Bessie Faro
- Francine Lee – Lily
- Paul Spencer – Johnny Faro Jr.
- Lucy Rodriguez – Tia Lupe
- Amy Van Nostrand – Marge Swimmer
- Sara Craddick – Cleo Faro
- Pedro Gonzales-Gonzales – Wujek Jorge
- Kimberley LaMarque – Listonosz
- Jeff Corey – Joe Dick
- Jack Thompson – Ed
- Chad Power – Niles Faro
- Monica Mikala – Alexandria Faro
- Kaelynn Craddick – Cleo Faro
- Viggo Mortensen – Johnny Faro